# Cœurs perdus
Pour plus de détails, voir Fiche technique et Distribution.
Cœurs perdus (Lonely Hearts) est un drame policier américano-allemand écrit et réalisé par Todd Robinson sorti en 2006.

## Synopsis
À la fin des années 1940, un couple aussi séduisant que mortel sème la panique dans tous les États-Unis. Leur mode opératoire est toujours le même : Ray séduit de jeunes femmes isolées et les dépouille, puis avec le soutien actif de Martha, les tue. L'inspecteur Elmer C. Robinson se lance à leurs trousses, et cette affaire change définitivement sa vie.

## Fiche technique
- Titre original : Lonely Hearts
- Photographie : Peter Levy
- Montage : Kathryn Himoff
- Musique : Mychael Danna
- Décors : Traci Kirshbaum
- Costumes : Jacqueline West
- Direction artistique : David Eckert
- Effets spéciaux : Worldwide FX
- Producteur : Boaz Davidson, Holly Wiersma
- Sociétés de production : Millennium Films et Nu Image
- Sociétés de distribution :
  - États-Unis : Roadside Attractions / Millennium Films
  - France : Metropolitan Filmexport
- Pays de production :  Allemagne,  États-Unis
- Langue : anglais
- Dates de sortie :
  - États-Unis : 30 avril 2006 (Festival du film de TriBeCa)
  - États-Unis : 13 avril 2007 (sortie limitée)
  - France : 6 juin 2007
- Interdit aux moins de 12 ans (France)

## Distribution
- John Travolta (VF : Thierry Hancisse ; VQ : Jean-Luc Montminy) : Elmer C. Robinson
- James Gandolfini (VF : Patrick Messe ; VQ : Benoît Rousseau) : Charles Hildebrandt
- Salma Hayek (VF : Déborah Perret ; VQ : Valérie Gagné) : Martha Beck

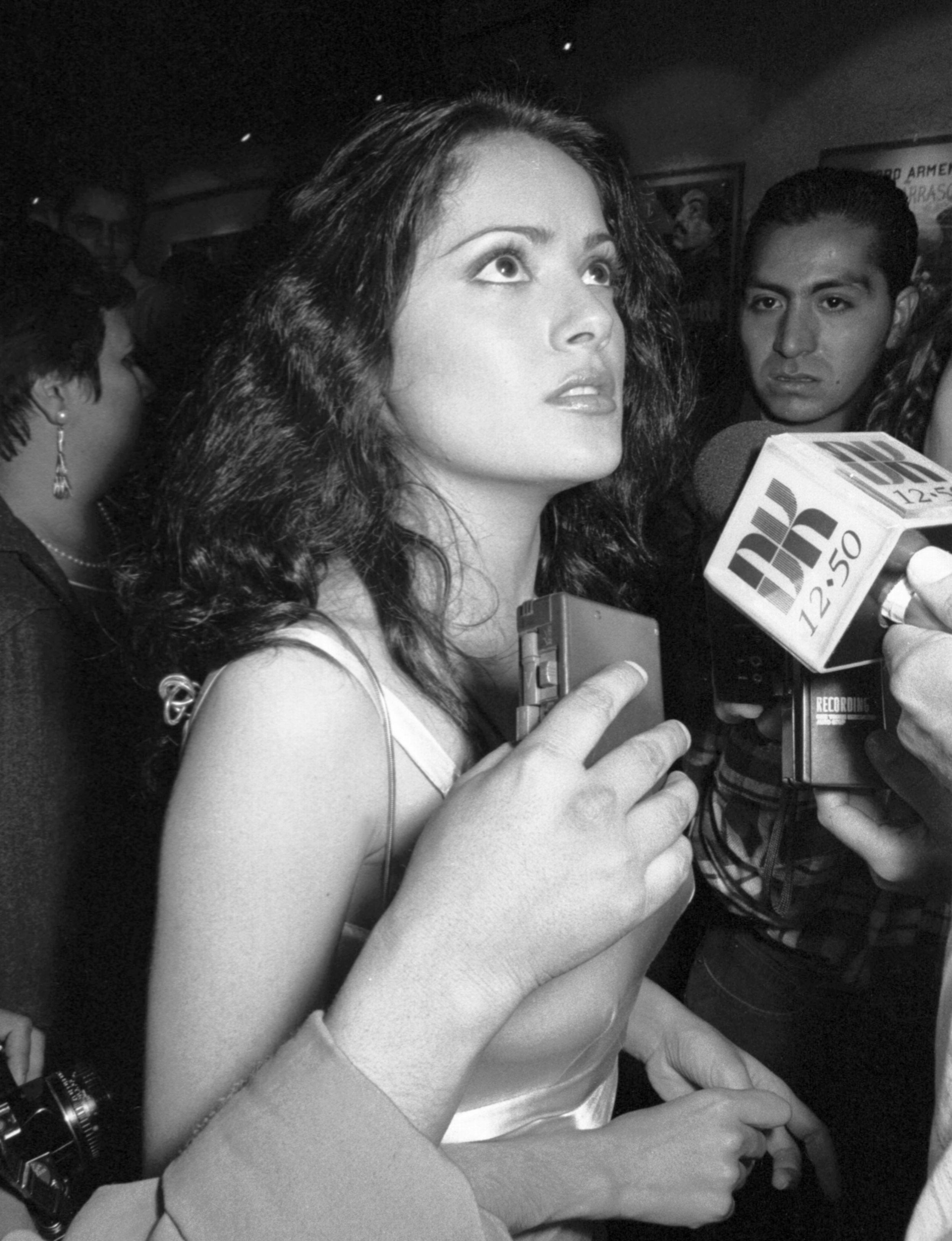
L'actrice principale Salma Hayek, l'année de sortie du film.

- Jared Leto (VF : Damien Witecka ; VQ : Martin Watier) : Raymond Martinez Fernandez
- Bailee Madison : Rainelle Downing
- Laura Dern (VF : Martine Irzenski ; VQ : Élise Bertrand) : Rene
- Scott Caan (VF : Thierry Ragueneau ; VQ : Louis-Philippe Dandenault) : Inspecteur Reilly
- Michael Gaston (VQ : Tristan Harvey) : D.A. Hunt
- Bruce MacVittie (VQ : Manuel Tadros) : Eastman
- Dan Byrd (VQ : Nicolas Bacon) : Eddie Robinson
- Andrew Wheeler : Inspecteur Tooley
- Alice Krige : Janet Long
- Dagmara Dominczyk : Delphine Downing
- John Doman : Chef MacSwain
- Ellen Travolta : Ida

Source : version québécoise (VQ) sur Doublage.qc.ca

## Production

### Genèse
Le scénario s'inspire de l'histoire du couple de tueurs en série américains Raymond Fernandez et Martha Beck, accusés d'avoir tué plus d'une vingtaine de femmes entre 1947 et 1949.

## Distinctions
- Festival de Saint-Sébastien 2006 : en compétition pour la Coquille d'or)[2]